# Bunodactis rubrofusca
Bunodactis rubrofusca is een zeeanemonensoort uit de familie Actiniidae.
Bunodactis rubrofusca is voor het eerst wetenschappelijk beschreven door Carlgren in 1924.